# برنقيل

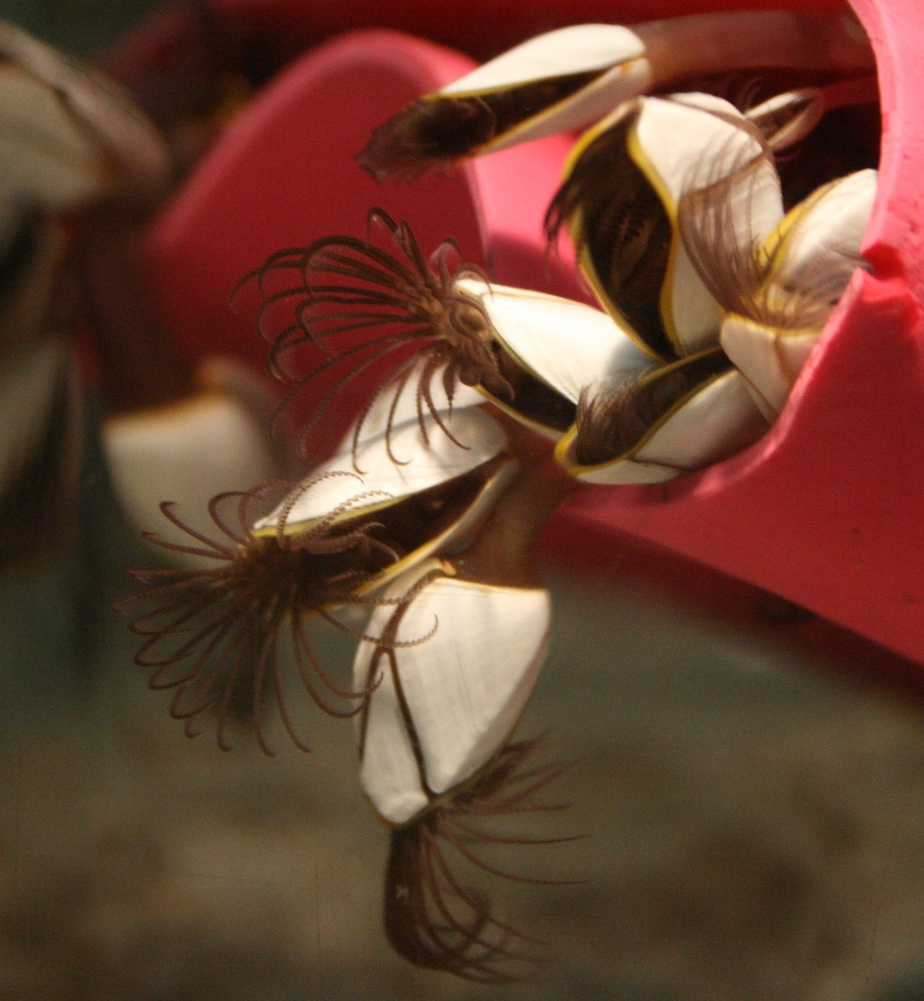
برنقيل الإوز

البرنقيل هو محار يعيش في المياه المالحة، يلتصق بالأشياء تحت الماء. ويوجد على دعامات أرصفة الموانئ والصخور والسلاحف والحيتان وقيعان السفن. يقضي المهندسون البحريون كثيرا من الوقت في إجراء التجارب لمنع البرنقيل من الالتصاق بالسفن والأرصفة.

## أنواع البرنقيل
للبرنقيل ثلاثة أنواع هم
1. برنقيل الإوز.
2. برنقيل البلوطة.
3. برنقيل الصخر.